# Вестибулум
Вестибулум, трем од (лат. речи vestibulum - „трем“, „предворје“) је анатомска структура унутрашњег ува смештена у централном делу коштаног лавиринта медијално од бубне дупље иза пужа, а испред полукружних канала. У облику је овалне, али попречно спљоштене шупљине, димензија; око 5 мм од спреда према уназад и око 3 mm. одозго надоле, и попречно.

## Грађа
Вестибулум или трем је средишња шупљина коштаног унутрашњег ува, смештен између задње, вестибуларне половине лат. porusa acusticusa internusa унутрашњег слушног канала и медијалног (средишњег) зида кавума, у истој равни са спољашњим и унутрашњим слушним меатусом. Простор између коштаних зидова трема и делова опнастог лавиринта испуњен перилимфом, је тремна цистерна.
У шупљини вестибулума смештени су следећи и делови опнастог лавиринта:
- Мешница, утрикулус (лат. utriculus)
- Кесица сакулус (лат. sacculus)
- Мешично кесични канал (лат. ductus utriculosaccularis)
- Почетни део ендолимфатичног канала (лат. ductus endolymphaticus s. endolymphaceus)
- Хенсенов спољни канал (лат. ductus reuniens - Henseni) i
- Неувијени или тремни крај опнастог пужа (лат. caecum vestibulare ductus cochlearis)

### Зидови вестибулума
На вестибулуму се у анатомији описује шест зидова.
1. Доњи зид
Овај зид има облик жлеба, који се наставља напред доњим зидом спиралног канала пужа. У његовом задњем делу налази се горњи отвор пужног каналића (лат. apertura labyrintica canalliculi cochleae s. apertura ductus cochlearis). Овај кналић је дугачак 10 do 12 mm, и отвара се у дну јамице на задњој ивиици пирамиде, где је смештен Anderschov петрозни ганглион. Пужни каналић представља перилимфатични пут и служи за пролаз вене пужног каналића. Непосредно иза отвора овог каналића види се попречно постављен гребен округлог прозора (лат. crista fenestrae rotundae).
2. Спољашњи зид
Спољашњи зид је кос од горе према доле и до споља према унутра. На њему се пројектује вестибуларни отвор (лат. fenestra vestibuli) у који је уметнута база стапеса.
3. Горњи зид
На овом зиду налазимо четири отвора, два напред и два позади. Предњи латерални је ампуларни отвор предњег полукружног канала (лат. canalis semicirkularis anterio), а предњи медијални је отвор заједничког крака (лат. crus commune) предњег и задњег полукружног канала канала. Задњи спољни је ампуларни отвор спољњег задњег полукружног канала, а задњи медијални је неампуларни отвор истог канала.
4. Задњи зид
На задњем зиду се налази ампуларни отвор задњег полукружног канала. Близу тог отвора, а делимично у ампули налази се макула криброза инфериор кроз коју пролази задњи ампуларни живац (лат. n. ampularis posterior).
5. Унутрашњи зид
Овај зид представљен је задњом или вестибуларно половином дна унутрашњег слушног канала. Непосредно испод предње-горњег угла ове стране, налази се једно испупчење - тремне пирамида (лат. pyramis vestibuli), од које силази тремне гребен (лат. crista vestibuli). Изнад предње половине овог гребена налази се елиптично удубљење за мешиницу (лат. recessus ellipticus s. utriculi), а на њему рупичаста површина, горња или мешинично-ампуларна решетаста мрља (лат. macula cribrosa superior s. area cribriformis utriculoampullaris). Она одговара рупичастој површини задње-горњег квадранта дна унутрашњег слушног канала (лат. area vestibularis superior s. utricoampullaris). Кроз отворе на овој мрљи улазе у трем влаканца истоименог живца.
6. Предњи зид
На њему се налази тремни отвор пужа, помоћу кога се базални завој пужа отвара у шупљину трема. Овај отвор је непотпуно подељен хоризонталном, спиралном коштаном плочицом (лат. lamina spiralis ossea), која кроз њега пролази из пужа у трем, на два полукружна отвора: горњи и доњи. Интроитус (горње-унутрашњи угао) и хиатус (горње-спољњи угао) лат. canalisa n. facialisa, означавају на површини пирамиде, раван предњег зида вестибулума.
Шупљина трема је дакле подељена на два спрата: горњи и доњи, помоћу потпуне, хоризонтално постављене, коштано-опнасте преграде, коју, идући од унутра упоље граде: спирална коштана плочица пужа (лат. lamina spiralis ossea), тремни део опнастог пужа (лат. caecum vestibulare ductus cochleari) и допунска или тремне коштана спирална плочица (лат. lamina spiralis secundaria)
Горњи спрат или трем у ужем смислу (вестибулум)
Трем у ужем смислу налази се изнад горе описане коштано-опнасте преграде. Он представља задњи крај тремног степеништа пужа (лат. scala vestibuli), с којим је у вези преко отвора на предњем зиду трема.
Доњи спрат или бубни спрат трема
Бубно тремни спрат (лат. scala  tympani) простире се у висини између коштано-опнасте тремне преграде и доњег зида трема. Он представља подвестибуларни део бубног степениша пуша, који се пружа до унутрашњег зида бубне дупље. Оба степеништа су у вези и са бубном дупље и то: лат. scala vestibuli, посредством лат. fenestrae vestibuli, а лат. scala tympani посредством лат. fenestrae cochleae.
Позади удубљења за машиницу, види се жлеб тремног каналића (лат. sulcus canaliculi s. aqueductus vestibuli), који се пружа до малог вестибуларног отвора тремног каналића (лат. apertura interna aqueductus vestibuli). Кроз жлеб и отвор трем напушта ендолимфатички каналић(лат. ductus endolymphaticus s. aqueductus vestibuli) који има своје сужење (истмус) и проширење (синус), и долази на задњу страну пирамиде кроз спољњи отвор овог каналића (лат. apertura externa aqueductus vestibuli). На том месту се завршава ендолимфатичном кесицом (лат. saccus endolimphaticus s. endolymphaceus).
Испод првог удубљења, а одвојено од њега цристо вестибули, лежи округласто кесично удубљење (лат. recessus sphaericus s. saccularis). На дну овог удубљења је средња или кесична решетаста мрља, која одговара доњем квадранту дна унутрашњег слушног канала (лат. area vestibularis inferior s. saccularis) и кроз њене рупице улазе у трем влаканца (лат. n. saccularisa).
Позади оба поменута удубљења, а између два крака на која се рачва задњи крај тремног гребена, налази се мало пужно удубљење (лат. recessus cochlearis), у коме се причвршћује слепо затворени, терени крај опнастог пужа (лат. caecum vestibulare ductus cochlearis). Reichertova тачка представља крибриформни зону доњег дела кохлеарног рецесуса.
Задњи усправни крак тремног гребена дели пужни удубљење од ампуларног отвора задњег полукружног канала (лат. ostium ampullaris posterius), који лежи на суседном делу задњег зида трема. На задњем краку тремног гребена, види се доња или ампуларна решеткаста мрља, која одговара усамљеном отвору (лат. foramen singulare) на задњем-доњем квадранту дна унутрашњег слушног канала. Кроз ове рупице улазе у трем влаканца задњег ампуларног живца.